# Copestylum submetallicum
Copestylum submetallicum är en tvåvingeart som först beskrevs av Camillo Rondani 1848.  Copestylum submetallicum ingår i släktet Copestylum och familjen blomflugor. Inga underarter finns listade i Catalogue of Life.